# جيرو دان
جيرو دان (باليابانية: 団時朗) هو ممثل ياباني، ولد في 30 يناير 1949 في اليابان.

## وصلات خارجية
- جيرو دان على موقع IMDb (الإنجليزية)
- جيرو دان على موقع ميوزك برينز (الإنجليزية)
- جيرو دان على موقع قاعدة بيانات الفيلم (الإنجليزية)